# Église Saint-Médard de Dallon

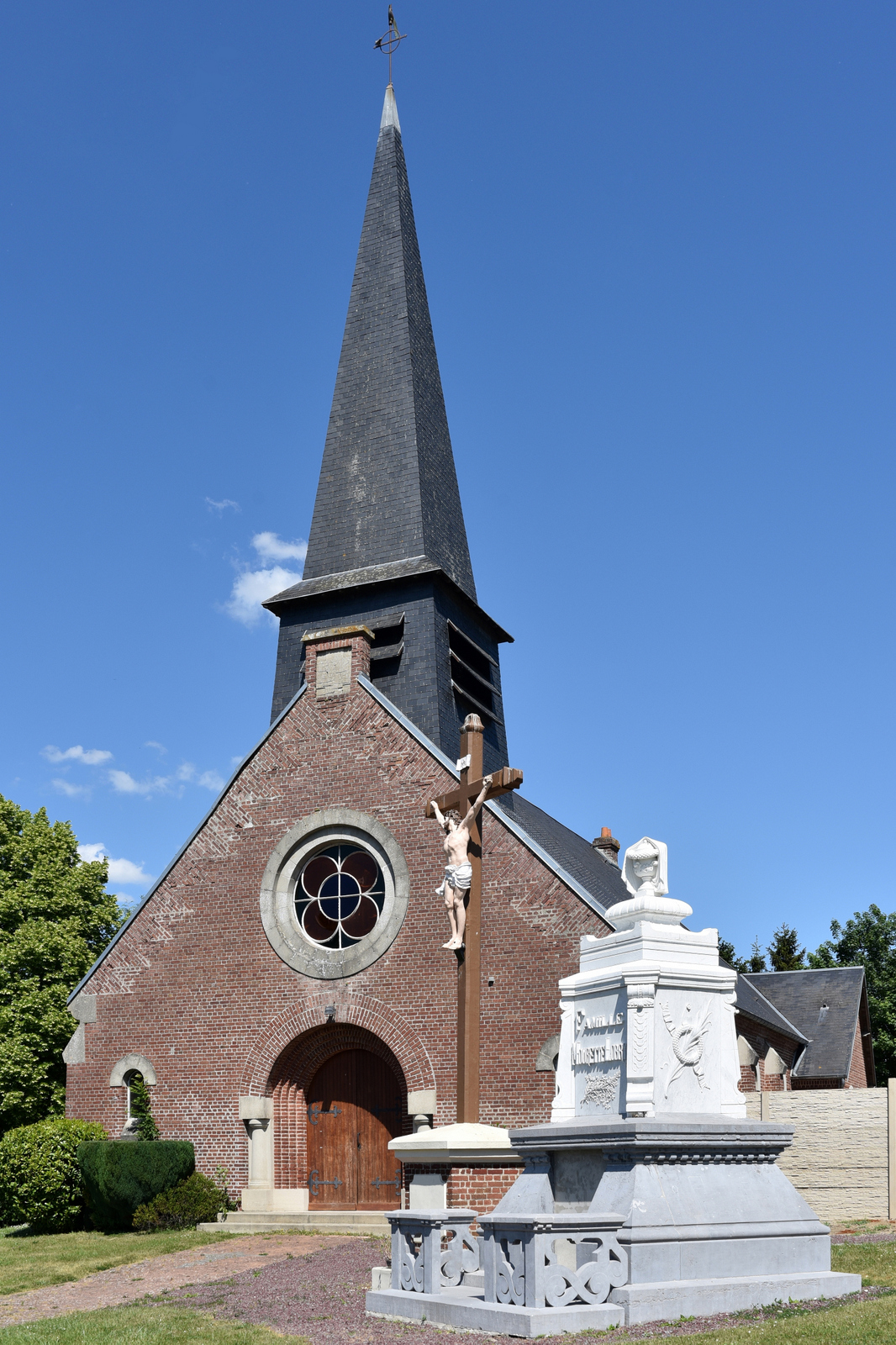
Eglise de Dallon

L'église Saint-Médard de Dallon est une église située à Dallon, en France.

## Localisation
L'église est située sur la commune de Dallon, dans le département de l'Aisne.